# Troubles d'Ürümqi de 1989
 (octobre 2020).
Les troubles Ürümqi de 1989, également connus sous le nom d' incident du 19 mai 1989 ( Chinese: 1989年乌鲁木齐“5.19”骚乱事件) a eu lieu dans la ville d' Ürümqi, capitale du Xinjiang en Chine en mai 1989, qui ont commencé avec la marche des manifestants musulmans et a finalement dégénéré en une attaque violente  contre la tour du bureau du PCC du Xinjiang sur la Place du Peuple le 19 mai 1989.
La cause immédiate était un livre intitulé Sexual Customs (《性 风俗》) publié en 1987 qui prétendait décrire la vie sexuelle des musulmans et ayant choqué des Hui du Gansu, du Ningxia et du Xinjiang . Les manifestants, principalement des Ouïghours et des Hui, ont initialement organisé une marche ordonnée les jours précédents et ont demandé au gouvernement de détruire Sexual Customs et de punir les auteurs du livre. Cependant, la manifestation a fini par des émeutes, où près de 2 000 émeutiers ont renversé des voitures, brisé des vitres et attaqué le personnel du bureau du CPC. Le gouvernement a dépêché 1 000 policiers et 1 200 policiers armés pour disperser la foule et en a arrêté 173.